# Llista de monuments de Cardona
Llista de monuments de Cardona inclosos en l'Inventari del Patrimoni Arquitectònic de Catalunya per al municipi de Cardona (Bages). Inclou els inscrits en el Registre de Béns Culturals d'Interès Nacional (BCIN) amb la classificació de monuments històrics i els béns culturals d'interès local (BCIL) de caràcter arquitectònic.
| Monument                                               | Protecció      | Estil/època                            | Localització                                                                       | Coordenades                                          | Codi?         | Imatge |
| ------------------------------------------------------ | -------------- | -------------------------------------- | ---------------------------------------------------------------------------------- | ---------------------------------------------------- | ------------- | --- |
| Pont del Diable o Pont Trencat                         | BCIN 88-CH     | Gòtic XV                               | Cardona                                                                            | 41° 55′ 11″ N, 1° 41′ 05″ E / 41.919671°N,1.684835°E | IPA-92        | Pont del Diable (Cardona) · Vegeu més fotos d'aquest monument · Carregueu una nova foto d'aquest monument                       |
| Canònica de Sant Vicenç                                | BCIN 96-MH-EN  | Romànic XI                             | Cardona                                                                            | 41° 54′ 52″ N, 1° 41′ 11″ E / 41.914356°N,1.686288°E | RI-51-0000442 | Canònica de Sant Vicenç de Cardona · Vegeu més fotos d'aquest monument · Carregueu una nova foto d'aquest monument              |
| Castell de Cardona                                     | BCIN 620-MH-EN | Romànic, gòtic X-XI, XIV-XV, XVIII-XIX | Cardona                                                                            | 41° 54′ 52″ N, 1° 41′ 08″ E / 41.914474°N,1.685558°E | RI-51-0005236 | Castell de Cardona · Vegeu més fotos d'aquest monument · Carregueu una nova foto d'aquest monument                              |
| Muralles de Cardona i Portal de Graells                | BCIN 621-MH    | Obra popular XIV, XIX                  | Cardona                                                                            | 41° 54′ 56″ N, 1° 40′ 57″ E / 41.915645°N,1.682485°E | RI-51-0005237 | Muralla de Cardona i Portal de Graells · Vegeu més fotos d'aquest monument · Carregueu una nova foto d'aquest monument          |
| Torre de Meer                                          | BCIN 622-MH    | XIX                                    | Cardona                                                                            | 41° 54′ 37″ N, 1° 40′ 26″ E / 41.910258°N,1.673983°E | RI-51-0005238 | Torre de Meer (Cardona) · Vegeu més fotos d'aquest monument · Carregueu una nova foto d'aquest monument                         |
| Nucli antic de Cardona                                 | BCIN 1898-CH   | Gòtic Medieval-XXI                     | Cardona                                                                            | 41° 54′ 49″ N, 1° 40′ 48″ E / 41.91371°N,1.68001°E   | RI-53-0000426 | Nucli antic de Cardona · Vegeu més fotos d'aquest monument · Carregueu una nova foto d'aquest monument                          |
| Plaça del Mercat                                       |                | XVII                                   | Cardona Pl. del Mercat                                                             | 41° 54′ 50″ N, 1° 40′ 52″ E / 41.913895°N,1.681035°E | IPA-16345     | Plaça del Mercat (Cardona) · Vegeu més fotos d'aquest monument · Carregueu una nova foto d'aquest monument                      |
| Passadís de l'antic Hospital de Cardona                |                | Romànic, gòtic XII-XIII, XV            | Cardona Prop de la capella gòtica de Sta. Eulàlia                                  | 41° 54′ 50″ N, 1° 40′ 57″ E / 41.913891°N,1.682423°E | IPA-16346     | Passadís de l'antic Hospital de Cardona · Vegeu més fotos d'aquest monument · Carregueu una nova foto d'aquest monument         |
| Església de Sant Miquel de Cardona                     |                | Gòtic XIV                              | Cardona Pl. de la Fira de Dalt                                                     | 41° 54′ 49″ N, 1° 40′ 52″ E / 41.913623°N,1.681168°E | IPA-16347     | Església de Sant Miquel de Cardona · Vegeu més fotos d'aquest monument · Carregueu una nova foto d'aquest monument              |
| Casa Aguilar                                           |                | Gòtic XIV-XV                           | Cardona C. Graells                                                                 | 41° 54′ 56″ N, 1° 40′ 56″ E / 41.915587°N,1.682324°E | IPA-16360     | Casa Aguilar (Cardona) · Vegeu més fotos d'aquest monument · Carregueu una nova foto d'aquest monument                          |
| Casa-Palau dels Gibert                                 |                | Gòtic XI-XV                            | Cardona C. Major, 35                                                               | 41° 54′ 50″ N, 1° 40′ 47″ E / 41.913958°N,1.679703°E | IPA-16361     | Casa-Palau dels Gibert (Cardona) · Vegeu més fotos d'aquest monument · Carregueu una nova foto d'aquest monument                |
| Hospital de Sant Jaume                                 |                | Obra popular XIX-XX                    | Cardona Hospital                                                                   | 41° 54′ 54″ N, 1° 40′ 52″ E / 41.915018°N,1.681002°E | IPA-16362     | Hospital de Sant Jaume (Cardona) · Vegeu més fotos d'aquest monument · Carregueu una nova foto d'aquest monument                |
| Mas la Garriga                                         |                | Obra popular XVII-XVIII                | Cardona Bergús, ctra. Cardona al Miracle, km 8 pista dreta                         | 41° 53′ 31″ N, 1° 36′ 41″ E / 41.891887°N,1.611416°E | IPA-16367     | Mas la Garriga (Cardona) · Vegeu més fotos d'aquest monument · Carregueu una nova foto d'aquest monument                        |
| Església de Sant Joan de Bergús                        |                | Barroc, romànic XII-XVIII              | Cardona Ctra. Cardona al Miracle, km 8, Bergús                                     | 41° 53′ 31″ N, 1° 36′ 41″ E / 41.891887°N,1.611420°E | IPA-16368     | Església de Sant Joan de Bergús (Cardona) · Vegeu més fotos d'aquest monument · Carregueu una nova foto d'aquest monument       |
| Mas el Mujal                                           |                | Obra popular XVI-XVII, XVIII           | Cardona Ctra. de Cardona al Miracle                                                | 41° 53′ 50″ N, 1° 38′ 29″ E / 41.897090°N,1.641515°E | IPA-16370     | Mas el Mujalt (Cardona) · Vegeu més fotos d'aquest monument · Carregueu una nova foto d'aquest monument                         |
| Mas de la Llordella                                    |                | Obra popular XVIII-XIX                 | Cardona Ctra. Cardona al Miracle, km 6,5                                           | 41° 53′ 01″ N, 1° 37′ 40″ E / 41.883593°N,1.627844°E | IPA-16371     | Carregueu una nova foto d'aquest monument                                                                                       |
| Les Colònies de la Mina                                |                | Obra popular XX Inici                  | Cardona                                                                            | 41° 54′ 31″ N, 1° 40′ 14″ E / 41.908477°N,1.670672°E | IPA-16372     | Les Colònies de la Mina (Cardona) · Vegeu més fotos d'aquest monument · Carregueu una nova foto d'aquest monument               |
| La Coromina                                            | BCIL 2015      | Obra popular XVI-XVII, XX              | Cardona                                                                            | 41° 54′ 35″ N, 1° 41′ 39″ E / 41.909591°N,1.694292°E | IPA-16373     | La Coromina (Cardona) · Vegeu més fotos d'aquest monument · Carregueu una nova foto d'aquest monument                           |
| Església de San Ramon de la Coromina                   |                | Gòtic XIV-XV, XVI-XVII, XIX            | Cardona C. Església, la Coromina                                                   | 41° 54′ 32″ N, 1° 41′ 44″ E / 41.909018°N,1.695676°E | IPA-16375     | Església de Sant Ramon de la Coromina (Cardona) · Vegeu més fotos d'aquest monument · Carregueu una nova foto d'aquest monument |
| Capella de Sant Tovà o Capella de Sant Teobald         |                | Obra popular XVI-XVII                  | Cardona Ctra Cardona-Berga, km 2,5 a la dreta                                      | 41° 56′ 04″ N, 1° 42′ 07″ E / 41.934418°N,1.701963°E | IPA-16376     | Capella de Santovà (Cardona) · Vegeu més fotos d'aquest monument · Carregueu una nova foto d'aquest monument                    |
| Església de la Mare de Déu del Remei                   |                | Obra popular XVII-XVIII                | Cardona Ctra. Cardona-Berga, km 2,8                                                | 41° 56′ 05″ N, 1° 41′ 49″ E / 41.934753°N,1.696931°E | IPA-16378     | Església de la Mare de Déu del Remei (Cardona) · Vegeu més fotos d'aquest monument · Carregueu una nova foto d'aquest monument  |
| Pont de Sant Joan                                      |                | XV                                     | Cardona                                                                            | 41° 55′ 13″ N, 1° 40′ 58″ E / 41.920301°N,1.682871°E | IPA-16379     | Pont de Sant Joan (Cardona) · Vegeu més fotos d'aquest monument · Carregueu una nova foto d'aquest monument                     |
| Creu de terme de Cal Dejú                              |                | XIX                                    | Cardona Crta. Cardona-Berga, camí de Serrateix, Cal Dejú                           | 41° 55′ 57″ N, 1° 41′ 55″ E / 41.932528°N,1.698665°E | IPA-30665     | Creu de terme de Cal Dejú (Cardona) · Vegeu més fotos d'aquest monument · Carregueu una nova foto d'aquest monument             |
| Creu de terme de Cal Sala                              |                | XIX Final                              | Cardona Ctra. Cardona-Berga, camí de les Hortes a St. Salvador, direcció Cal Sala. | 41° 56′ 17″ N, 1° 40′ 15″ E / 41.938131°N,1.670804°E | IPA-30666     | Creu de terme de Cal Sala (Cardona) · Vegeu més fotos d'aquest monument · Carregueu una nova foto d'aquest monument             |
| Creu de terme de Vilonès                               |                | XIX Final                              | Cardona Bergús, ctra. Cardona-Miracle, cruïlla camins Llordella i Vilonès          | 41° 53′ 06″ N, 1° 37′ 09″ E / 41.88501°N,1.61927°E   | IPA-30667     | Creu de terme de Vilonès (Cardona) · Vegeu més fotos d'aquest monument · Carregueu una nova foto d'aquest monument              |
| Creu de terme de la Llordella, Creueta de la Llordella |                |                                        | Cardona Bergús, ctra. del Miracle, cruïlla camins Llordella i Vilonès              | 41° 53′ 17″ N, 1° 37′ 19″ E / 41.888045°N,1.622028°E | IPA-30668     | Creu de terme de la Llordella (Cardona) · Vegeu més fotos d'aquest monument · Carregueu una nova foto d'aquest monument         |
| Creu de terme de Palà de Coma                          |                | XIX                                    | Cardona Bergús, vora el camí de Coma                                               | 41° 53′ 57″ N, 1° 37′ 16″ E / 41.899054°N,1.621179°E | IPA-30669     | Creu de terme de Palà de Coma (Cardona) · Vegeu més fotos d'aquest monument · Carregueu una nova foto d'aquest monument         |
| Pont de la Coromina                                    |                | Obra popular Medieval                  | Cardona                                                                            | 41° 54′ 38″ N, 1° 41′ 26″ E / 41.910505°N,1.690492°E | IPA-36851     | Pont de la Coromina (Cardona) · Vegeu més fotos d'aquest monument · Carregueu una nova foto d'aquest monument                   |
| Pont de Sant Salvador                                  |                | Obra popular XVII-XVIII, XIX           | Cardona                                                                            | 41° 56′ 03″ N, 1° 40′ 05″ E / 41.934126°N,1.667984°E | IPA-36852     | Pont de Sant Salvador (Cardona) · Vegeu més fotos d'aquest monument · Carregueu una nova foto d'aquest monument                 |
| Pont de la Lleura                                      |                | Obra popular Medieval                  | Cardona                                                                            | 41° 55′ 28″ N, 1° 40′ 28″ E / 41.924389°N,1.67454°E  | IPA-36853     | Pont de la Lleura (Cardona) · Vegeu més fotos d'aquest monument · Carregueu una nova foto d'aquest monument                     |
| Mas del Jovellar                                       |                | Obra popular XVI-XIX                   | Cardona Vall de la Coma                                                            | 41° 54′ 43″ N, 1° 38′ 06″ E / 41.911882°N,1.634956°E | IPA-40079     | Mas del Jovellar (Cardona) · Vegeu més fotos d'aquest monument · Carregueu una nova foto d'aquest monument                      |

Els dos ponts de Malagarriga són en el límit amb el terme municipal de Pinós (vegeu la llista de monuments de Pinós).